# Wargandi
| Wargandi                         | Wargandi                                    |
| -------------------------------- | ------------------------------------------- |
| Informații generale              |                                             |
| Nume nativ                       | Comarca Kuna de Wargandi                    |
| Țară                             | Panama                                      |
| Fondare                          | 28 iulie 2000                               |
| Orașe                            |                                             |
| - Capitală                       | Wala (646 loc.)                             |
| - Coordonate                     | 8°58′48″N 78°03′36″V / 8.98000°N 78.06000°V |
| Suprafață                        |                                             |
| - Suprafață totală               | 775 km2                                     |
| Subdiviziuni                     |                                             |
| - Districte                      | —                                           |
| Populație                        |                                             |
| - Totală                         | 1.491                                       |
| - Densitate                      | 1,9 loc./km2                                |
| - Etnonim                        | Guna                                        |
| Fus orar                         | UTC−5                                       |
| ISO 3166-2                       | —                                           |
| Amplasarea de Wargandi în Panama |                                             |

Wargandi este un teritoriu al Republicii Panama și se află în nord-estul a țării. Teritoriu are o suprafață de 775 km2 și o populație de peste 1.400 de locuitori. În teritoriul trăiește poporul indigen Guna.
Teritoriul Wargandi a fost creat pe 28 iulie 2000 dintr-o parte în nord-vestul al provincii Darién. Teritoriul încă nu are statut provincial.

## Geografie
Teritoriul Wargandi se învecinează la vest cu provincia Panamá și cu teritoriul Madungandi, la nord și la nord-est cu teritoriul Guna Yala și la sud-est și la sud-vest cu provincia Darién. Capitala este Wala cu o populație de peste 600 de locuitori.